# アクロの丘
「アクロの丘」（アクロのおか）はDIR EN GREYが1999年に発表したシングル。3枚（今作と「残-ZAN-」「ゆらめき」）同日リリースのメジャー・デビュー・シングルの一つ。

## 概説
- 表題曲はTBS系『COUNT DOWN TV』1999年2月度エンディングテーマ。「アクロの丘」とは「アクロポリス」のこと。
- 『COUNT DOWN TV』の特別番組『COUNT DOWN ALL HIT』によると、この年にチャートインしたシングル曲の中で、この「アクロの丘」が最も演奏時間が長い曲だと解説されていたが、実際には4月21日にリリースされたピチカート・ファイヴ「darlin' of discotheque」が11分26秒という長さである。

## 曲目
1. アクロの丘
（作詞:京 作曲:薫 編曲:YOSHIKI & Dir en grey）
アコースティック・ギターの調べから始まる長尺なバラード。タイトルの「アクロ」はアクロポリスから来ている。理由は歌詞を書いていた時に出てきた丘のイメージに一番近かったからとのこと。
YOSHIKIはアレンジ作業には、ストリングスアレンジの他にボーカルのメロディ・コード進行を一部変更し、ハーモニーの部分はYOSHIKIが全て作曲した[1]。
2024年に発表されたシングル「19990120」に、歌詞が一部追加された状態で再アレンジバージョンが収録されている。
2. 残-ZAN-“D.P.Y. Mix”
（作詞:京 作曲:薫 編曲:Paul DeCarli）
残-ZAN-のリミックス。

## 収録アルバム
| 曲名       | アルバムタイトル     | 概要 |
| ---------- | -------------------- | --- |
| アクロの丘 | GAUZE                | メジャー1stアルバム。 曲の後に、アルバム1曲目に収録されているインスト曲の続編が収録されており、次曲に繋がる構成となっている。 |
| アクロの丘 | DECADE 1998-2002     | ベストアルバム。 |
| アクロの丘 | VESTIGE OF SCRATCHES | 2018年に発売したベストアルバム。                                                                                              |